# Округ (Франція)
О́круг (фр. arrondissement) у Франції — адміністративно-територіальна одиниця, менша ніж департамент.
100 департаментів Франції включають в цілому 333 округи, отже в середньому до одного департаменту входить по 3-4 округи. Столиця округу називається в загальному випадку супрефектурою. Якщо ж головне місто округу є столицею департаменту, він має статус префектури. Зі свого боку, округи діляться на кантони і комуни. Слід розрізняти округи й так звані муніципальні округи, що є адміністративними одиницями у складі таких міст, як Париж, Марсель і Ліон.